# Sari-Solenzara
Sari-Solenzara é uma comuna francesa na região administrativa de Córsega, no departamento de Córsega do Sul. Estende-se por uma área de 73,85 km². 